# Aéroport de Stuttgart
L'aéroport de Stuttgart (en allemand : Flughafen Stuttgart) (code IATA : STR • code OACI : EDDS) est un aéroport international situé à 15 km au sud de Stuttgart dans le Bade-Wurtemberg.

## Présentation
L'aéroport a commencé son exploitation en 1939, remplaçant l'ancien aéroport de Böblingen. Le camp de concentration d'Echterdingen fut construit en novembre 1944 sur les emprises de cette base aérienne. En 1945, l'Armée française conquit l'aéroport avant que l'US Air Force ne s'en empare. L'US Air Force ayant toujours une petite base au sud, il fut restitué à la ville de Stuttgart en 1948. En 1951, il fut agrandi par l'ajout d'une tour de contrôle et la piste passa de 1 400 m à 1 800 m. En 1961, elle passa à 2 250 m et finalement à 3 345 m en 1996. La nouvelle tour de contrôle, construite en 1999, a la particularité de ne pas se trouver sur le terrain de l'aéroport, mais à côté, à Filderstadt.
- Stuttgart est le principal aéroport du Bade-Wurtemberg, et le 6e d'Allemagne avec près de 10,1 millions de passagers en 2006. C'est un hub important pour les compagnies low-cost Germanwings et TUIfly. Germanwings y génère la majorité du trafic, suivi par la Lufthansa.
- Le volume de fret représente 20 290 tonnes.
- À la suite du remplacement d'un vieux terminal datant de 1938 en 2004, la capacité à l'heure actuelle en combinant les 4 terminaux est de 12-14 millions de passagers. Une des limitations à l'extension du trafic de l'aéroport est le fait qu'il ne dispose que d'une seule piste.

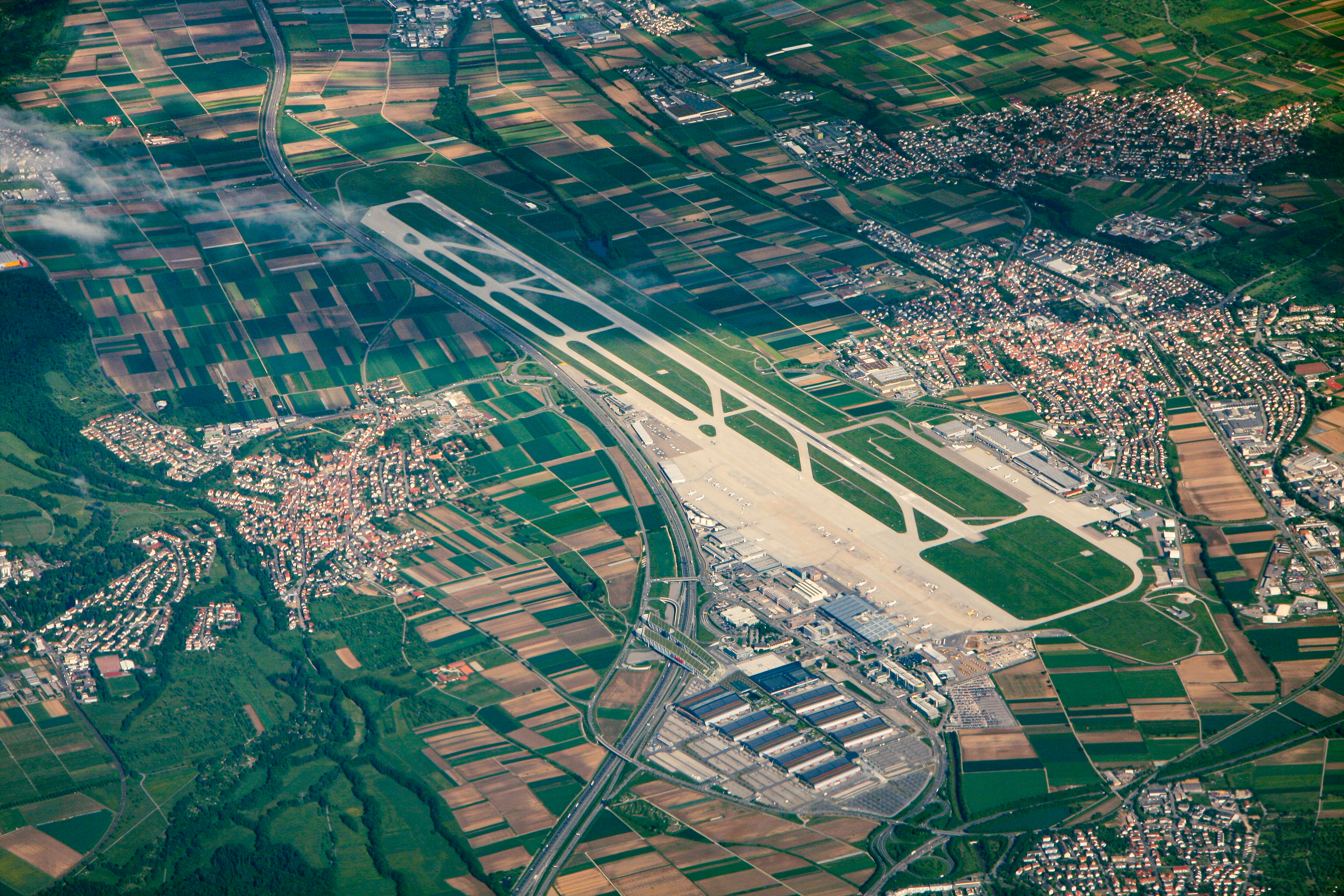
Photo aérienne de l'aéroport de Stuttgart.
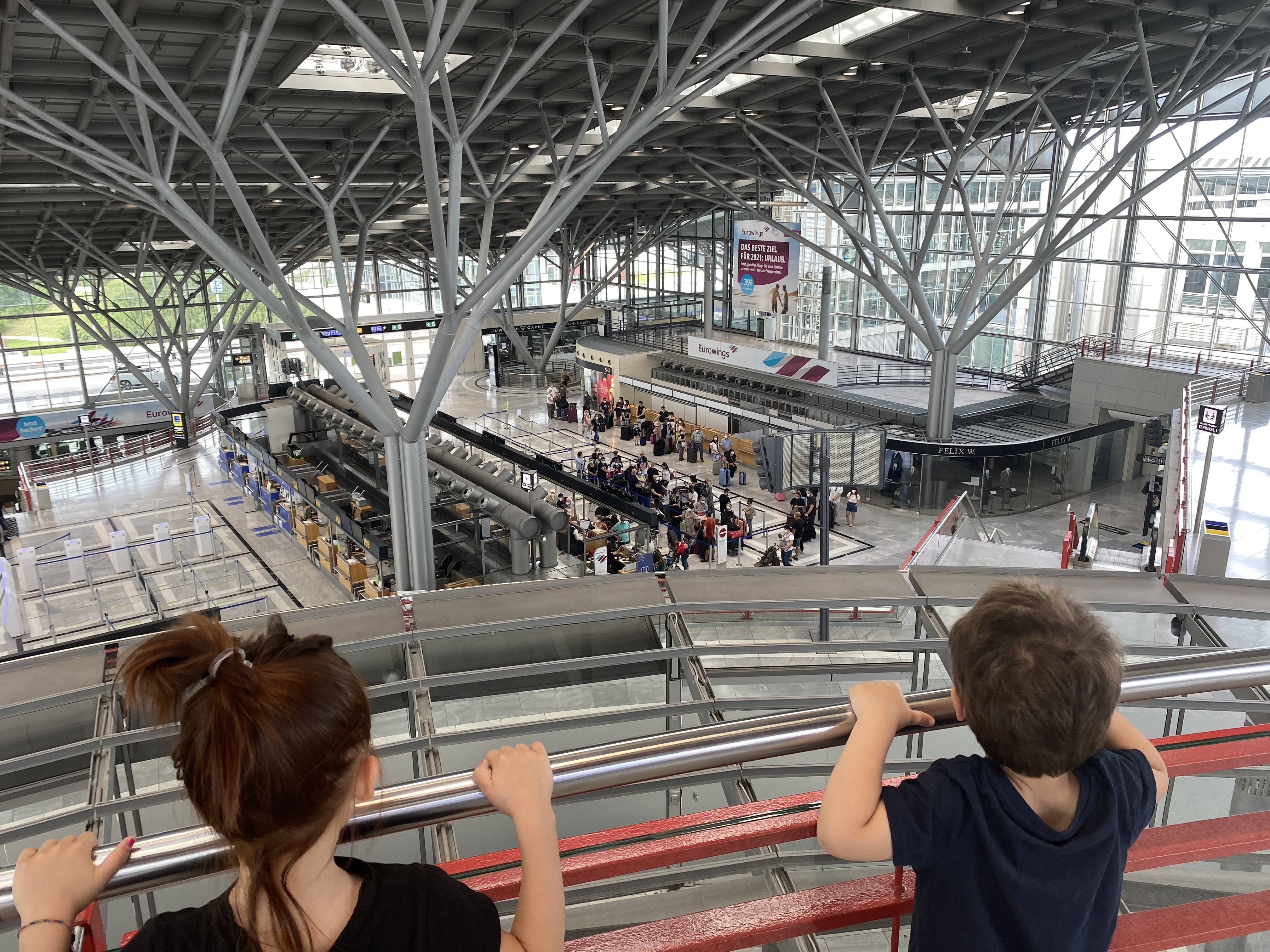
Terminal 1.
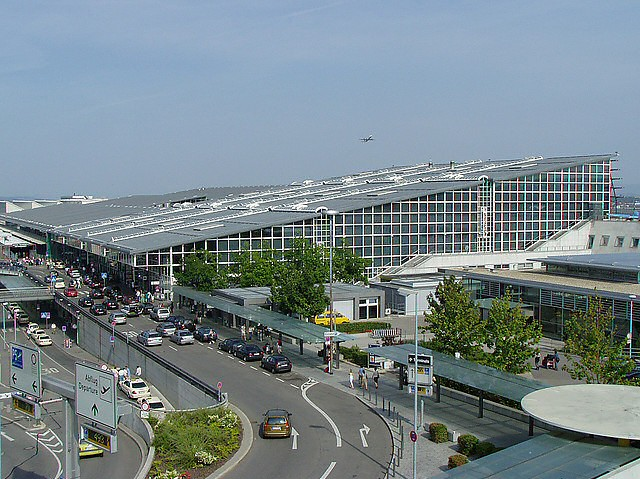
Vue sur les terminaux 1 et 2.
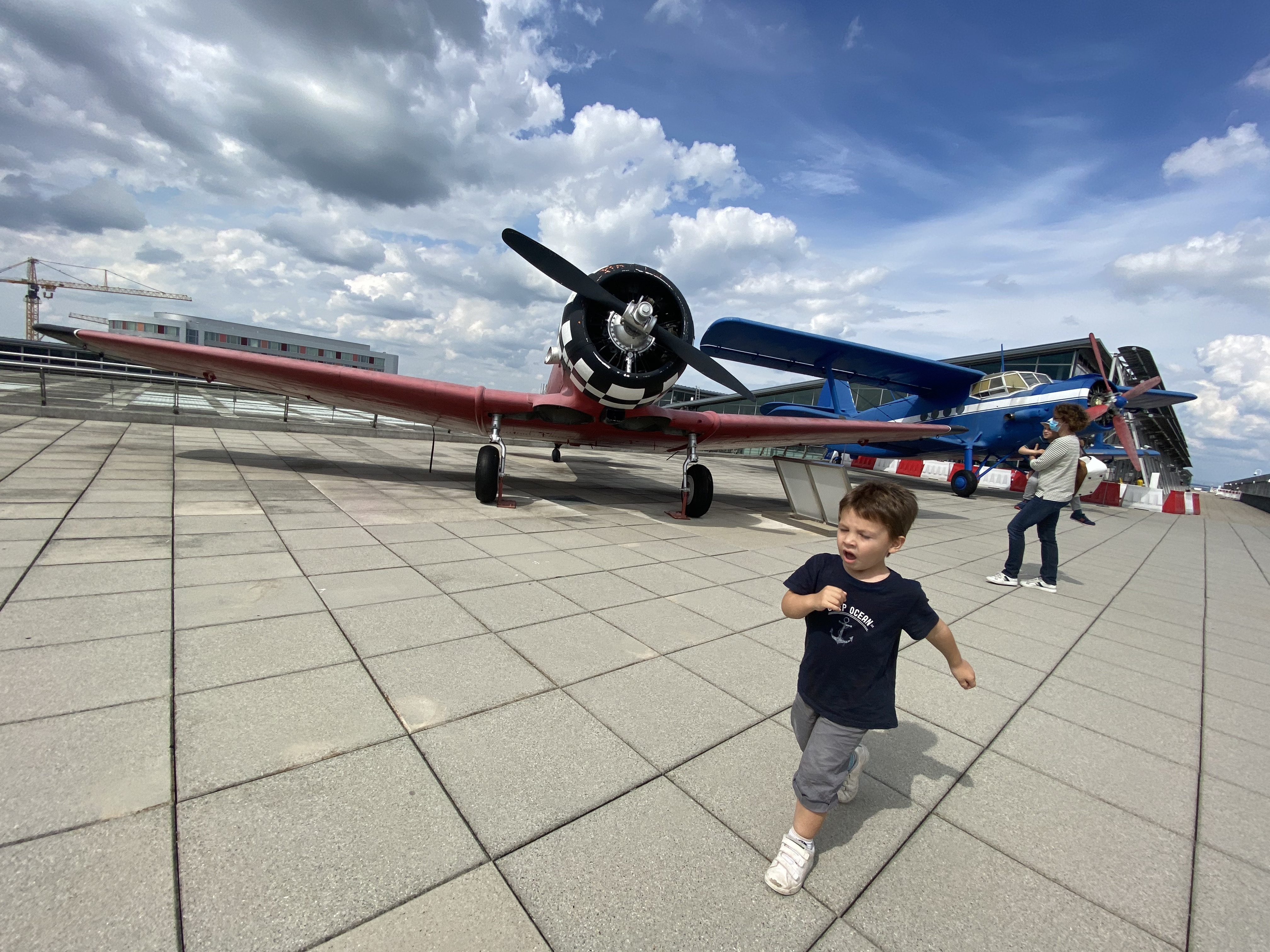
Terrasse.

## Situation
| Berlin · Brandebourg EuroAirport Basel-Mulhouse-Freiburg Freiburg · City Brême Cassel Cologne · Bonn Dortmund Dresde Düsseldorf Erfurt Francfort-Hahn Francfort · sur-le-Main Friedrichshafen Hambourg Hanovre Heringsdorf Karlsruhe · Baden-Baden Leipzig Lübeck Memmingen Munich Münster · Osnabrück Nuremberg Paderborn · Lippstadt Rostock Sarrebruck Stuttgart Sylt Weeze Mannheim |

## Fréquentation
Pour des raisons techniques, il est temporairement impossible d'afficher le graphique qui aurait dû être présenté ici.

Voir la requête brute et les sources sur Wikidata.

## Compagnies aériennes et destinations
L'aéroport de Stuttgart propose les destinations suivantes :
| Compagnies                    | Destinations |
| ----------------------------- | --- |
| Aegean Airlines               | Athènes E.-Venizélos, Thessalonique-Makedonía En saison : Héraklion-N. Kazantzákis |
| Air Cairo                     | En saison : Hurghada, Marsa Alam |
| Air France                    | Paris-Charles de Gaulle |
| Air Serbia                    | Belgrade-Nikola-Tesla |
| airBaltic                     | Riga |
| AJet                          | Istanbul-S. Gökçen En saison : Antalya |
| Austrian Airlines             | Vienne-Schwechat |
| British Airways               | Londres-Heathrow |
| Condor                        | Fuerteventura, , Las Palmas/Gran Canaria, Palma de Majorque, Ténériffe-Sud Reine Sofia En saison : - Corfou-I. Kapodístrias, - Héraklion-N. Kazantzákis, - Kos, - Lanzarote-Arrecife, - Madère-C. Ronaldo, - Prévéza-Aktion, - Rhodes-Diagoras |
| Corendon Airlines             | En saison : Antalya, Izmir-A. Menderes |
| Dan Air                       | Brasov |
| Delta Air Lines               | Atlanta H.-Jackson |
| European Air Charter          | En saison charter : Bourgas, Varna |
| Eurowings                     | - Alicante-Elche, - Amsterdam, - Athènes E.-Venizélos, - Barcelone-El Prat, - Berlin-Brandebourg, - Beyrouth-Rafic Hariri, - Brême, - Budapest-Ferenc Liszt, - Catane-Fontanarossa, - Dubaï, - Faro, - Hambourg-H.-Schmidt, - La Palma, - Las Palmas/Gran Canaria, - Lisbonne-H. Delgado, - Londres-Heathrow, - Malaga-Costa del Sol, - Milan-Malpensa, - Naples-Capodichino, - Palma de Majorque, - Priština, - Rome Léonard-de-Vinci/Fiumicino, - Sarajevo-Butmir, - Split, - Stockholm-Arlanda - Thessalonique-Makedonía, - Valence, - Vienne-Schwechat, - Zagreb-Pleso En saison : - Adana-Sakirpasa, - Antalya, - Bari-Karol Wojtyła, - Bastia-Poretta, - Bilbao, - Brindisi Papola/Casale, - Bucarest-H. Coandă, - Bourgas, - Cagliari, - Corfou-I. Kapodístrias, - Cracovie-Jean-Paul II, - Dubrovnik, - Fuerteventura, - Héraklion-N. Kazantzákis, - Ibiza, - Izmir-A. Menderes, - Kalamata, - Kavala-Alexandre le Grand, - Kos, - Kütahya-Zafer (tr), - La Canée I.-Daskaloyánnis, - Lamezia Terme, - Lanzarote-Arrecife, - Larnaca, - Madère-C. Ronaldo - Mykonos, - Nice-Côte d'Azur, - Olbia-Costa Smeralda, - Palerme Falcone-Borsellino, - Pise-Galileo Galilei, - Porto-F. Sá-Carneiro, - Prévéza-Aktion, - Pula, - Rhodes-Diagoras, - Rijeka, - Santorin, - Sofia-Vrajdebna, - Sylt-Westerland, - Tbilissi-C. Roustavéli, - Ténériffe-Sud Reine Sofia, - Timişoara-T. Vuia, - Tirana, - Tivat, - Tromsø, - Tunis-Carthage, - Varna, - Venise - Marco Polo, - Zadar, - Zante D.-Solomós En saison charter : Arvidsjaur |
| Freebird Airlines             | En saison : Antalya |
| Israir Airlines               | En saison : Tel Aviv - Ben Gourion |
| ITA Airways                   | Milan-Linate |
| KLM                           | Amsterdam |
| LOT Polish Airlines           | Varsovie-Chopin |
| Lufthansa                     | Francfort, Munich-F. J. Strauß |
| Marabu Airlines               | En saison : Héraklion-N. Kazantzákis |
| Nouvelair                     | En saison : Djerba-Zarzis, Monastir |
| Pegasus Airlines              | Ankara Esenboğa, Istanbul-S. Gökçen, Izmir-A. Menderes, Kayseri-Erkilet |
| Scandinavian Airlines         | Copenhague-Kastrup En saison : Oslo-Gardermoen |
| Southwind Airlines            | En saison charter : Antalya |
| SunExpress                    | - Adana-Sakirpasa, - Ankara Esenboğa, - Antalya, - Gaziantep-Oğuzeli, - Izmir-A. Menderes, - Kayseri-Erkilet, - Samsun-Çarşamba En saison : - Antioche, - Bodrum-Milas, - Dalaman, - Diyarbakır, - Elâzığ, - Konya, - Trabzon/Trébizonde |
| Swiss International Air Lines | Zurich |
| Tailwind Airlines             | Antalya |
| TUI fly Deutschland           | - Fuerteventura, - Hurghada, - Lanzarote-Arrecife, - Las Palmas/Gran Canaria, - Madère-C. Ronaldo, - Palma de Majorque, - Rabil, - Sal-A. Cabral, - Ténériffe-Sud Reine Sofia En saison : - Áraxos, - Corfou-I. Kapodístrias, - Dalaman, - Djerba-Zarzis, - Faro, - Héraklion-N. Kazantzákis, - Jerez de la Frontera, - Kos, - Minorque-Mahón, - Rhodes-Diagoras |
| Turkish Airlines              | Istanbul En saison : - Adana-Sakirpasa, - Ankara Esenboğa, - Antalya, - Elâzığ, - Gaziantep-Oğuzeli, - Izmir-A. Menderes, - Kayseri-Erkilet, - Ordu-Giresun, - Samsun-Çarşamba, - Trabzon/Trébizonde |
| Twin Jet                      | En saison : Lyon-Saint-Exupéry |
| Volotea                       | Bordeaux-Mérignac, Nantes-Atlantique |
| Vueling                       | Barcelone-El Prat, Palma de Majorque |

Actualisé le 30/07/2023

### Cargo
| Compagnies                                  | Destinations            |
| ------------------------------------------- | ----------------------- |
| Deutsche Post opéré par TUIfly              | Hanovre                 |
| Deutsche Post opéré par Germanwings         | Berlin-Tegel            |
| DHL Aviation opéré par EAT Leipzig          | Leipzig/Halle           |
| FedEx Feeder opéré par ASL Airlines Ireland | Paris-Charles de Gaulle |

Note : au 19 janvier 2016

## Transport
Le centre de Stuttgart peut être facilement atteint en 30 minutes en empruntant le S-Bahn S2 ou S3. 
L'aéroport se situe à côté de l'autoroute A8 qui connecte les villes de Karlsruhe (81 km), Stuttgart et Munich (209 km).